# Iberosiro distylos
Espèce
Iberosiro distylos est une espèce d'opilions cyphophthalmes de la famille des Sironidae.

## Distribution
Cette espèce est endémique du district de Lisbonne au Portugal. Elle se rencontre dans la Serra de Montejunto à Cadaval dans la grotte Algarve da terra da Rolha.

## Description
Le mâle holotype mesure 1,37 mm.

## Publication originale
- de Bivort & Giribet, 2004 : « A new genus of cyphophthalmid from the Iberian Peninsula with a phylogenetic analysis of the Sironidae (Arachnida: Opiliones: Cyphophthalmi) and a SEM database of external morphology. » Invertebrate Systematics, vol. 18, no 1, p. 7-52 (texte intégral).